# Kearny County
Kearny County je okres ve státě Kansas v USA. K roku 2010 zde žilo 3 977 obyvatel. Správním městem okresu je Lakin. Celková rozloha okresu činí 2 257 km². Pojmenován je podle amerického generála Philipa Kearnyho, účastníka mexicko-americké války a americké občanské války.